# Juri Padel

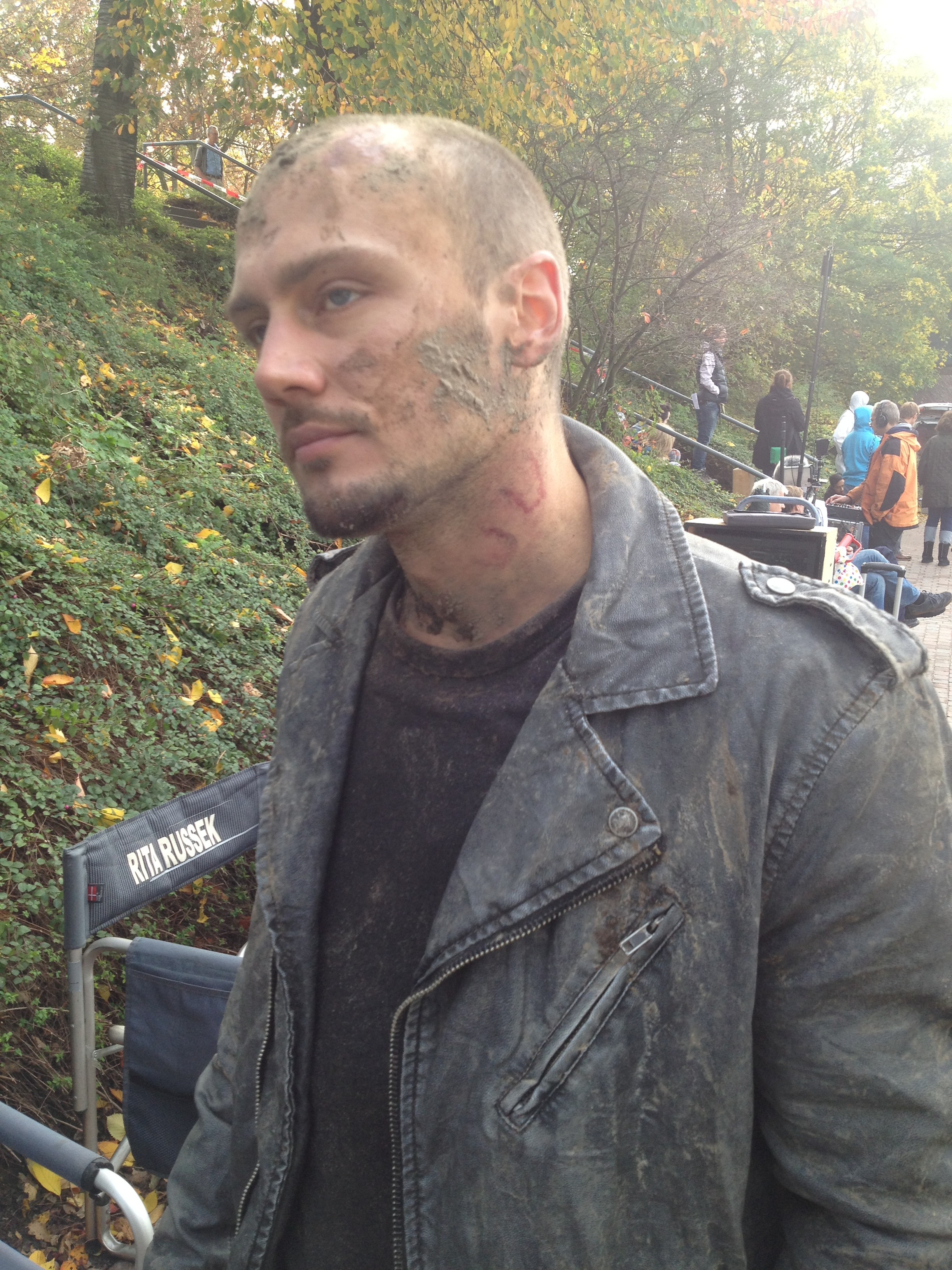
Juri Padel während Dreharbeiten im Jahr 2014

Juri Padel (auch Juri Padél; * 1982 in Münster) ist ein deutscher Schauspieler und Regisseur.

## Leben und Arbeit
Juri Padel ist seit seiner Schauspielausbildung in diversen Film- und Fernsehproduktionen, wie dem Kinofilm Mitten im Sturm unter Führung der oscarprämierten Regisseurin Marleen Gorris, dem ZDF-Krimi Wilsberg oder im zweiteiligen ARD-Film Gladbeck, unter der Regie von Kilian Riedhof, zu sehen. Er arbeitete in zahlreichen freien Theater-Produktionen, sowie am Düsseldorfer Schauspielhaus, am Schauspiel Köln und der Schaubühne u. a. mit Patrick Schlösser, Thomas Bischoff, Thomas Ostermeier und mehrmals mit der Theatergruppe SIGNA.
Von 2002 bis 2006 absolvierte er ein Studium an der Hochschule für Musik und Theater Hamburg und schloss 2011 zudem sein Studium der Medienwissenschaft, klassischen Literatur und Philosophie an der Universität zu Köln als Magister ab. Regieassistenzen und Coachings führten ihn u. a. an das Staatstheater Karlsruhe, das Theater und Orchester Heidelberg und zuletzt an die Schaubühne Berlin. Im Sommer 2013 realisierte Padel zusammen mit Mona el Gammal die interaktive Rauminstallation „Haus // Nummer / Null“. Das vom Land NRW und der Stadt Köln geförderte Projekt gewann den  Kölner Theaterpreis 2013 und wurde zum Stückemarkt des Berliner Theatertreffens 2014 eingeladen. Am Theater und Orchester Heidelberg inszenierte er in einer 3-Stündigen Lecture-Performance seinen eigenen Text „Don Diggi – Versuch über Don Juan zu Beginn des 3. Jahrtausends“.
Seit 2015 lebt und arbeitet Juri Padel in Berlin. Seit 2018 ist er als Gast-Schauspieler an der Schaubühne tätig. Dabei arbeitete er u. a. mit Thomas Ostermeier, Nicolas Stemann, Simon McBurney und Angélica Liddell zusammen. Außerdem arbeitet er als Dozent für Schauspiel an der Schauspielschule der Keller in Köln.
2019 feierte sein Stück „Kitty Hawk“ am theaterdiscounter Premiere. Sein erster Langspielfilm Junk Space Berlin feierte im September 2022 auf dem 29. Filmfest Oldenburg Premiere. 2023 kommt Junk Space Berlin im Verleih UCM.ONE / Darling Berlin in die Kinos.

## Theaterarbeiten (Auswahl)
Als Schauspieler
- Die Jungfrau von Orleans (Düsseldorfer Schauspielhaus 2004/2005)
- Woyzeck (Düsseldorfer Schauspielhaus 2005/06)
- Anatol (Theater der Keller 2006)
- norway.today (Studiobühne Köln, Festival Theaterzwang Dortmund/Favoriten 2006)
- Eines langen Tages Reise in die Nacht (Theater der Keller 2007/2008)
- Glückliche Zeiten (Theater der Keller 2008/2009)
- „Die Erscheinungen der Martha Rubin“ (UA, Schauspiel Köln), (Berliner Theatertreffen 2009)
- „Faustspuren“ (Internationale Tournee 2009/2010)
- „Deutscher Propeller“ (UA, Maschinenhaus Essen, neues theater Halle, Ringlokschuppen Mülheim 2011)[4]
- „Die Hundeprozesse“ (UA, Schauspiel Köln 2011/12)
- Voll die Beule (Kunsthalle Mannheim in Kooperation mit dem Nationaltheater Mannheim 2013/2014)
- Italienische Nacht (Schaubühne 2018)[5]

Als Regisseur und Autor
- „Haus // Nummer / Null“ Köln 2013 und Berliner Festspiele (2014)
- „Versuch über Don Juan zu Beginn des 3. Jahrtausends“ (Theater und Orchester Heidelberg 2015)
- „Kitty Hawk- ein Totentanz“ (2019)[6]
- „Junk Space Berlin“ (Spielfilm 2022)[7]

## Film- und Fernsehen (Auswahl)
- 2008: Lindenstraße (ARD, 12 Folgen)
- 2008: Low Lights – Eine Nacht, ein Ritual (Kino)
- 2009: Wilsberg: Oh du tödliche… (ZDF)
- 2009: Alarm für Cobra 11 – Die Autobahnpolizei (RTL)
- 2010: Mitten im Sturm (Kino)
- 2011: Danni Lowinski (Sat1)
- 2012: Der tödliche Befehl (ZDF)[8]
- 2013: Wilsberg: Das Geld der Anderen (ZDF)
- 2014: Alarm für Cobra 11 – Die Autobahnpolizei (RTL)
- 2015: SOKO Köln (ZDF)
- 2016: Auf Augenhöhe (Kino)
- 2016: Gladbeck (Zweiteiler, ARD)
- 2017: Frankfurt, Dezember 17 (HR, ARD)
- 2017: Counterpart (Starz)
- 2018: Der Kriminalist (ZDF)
- 2018: Frankfurt, Dezember 17 (ARD)
- 2018: Hanna (Amazon Studios)
- 2019: Beck is back! (RTL)
- 2019: Das Damengambit (The Queen’s Gambit, Netflix)
- 2019–2024: WaPo Berlin (ARD)
- 2020: Furia
- 2020: Jerks
- 2020: NAG
- 2021: Life’s a Glitch
- 2023: Notruf Hafenkante, Baby an Bord  Folge 431 Juri Padel als Alex Grilic
- 2023: Das Küstenrevier

## Auszeichnungen
- 2009: Einladung zum Berliner Theatertreffen als Schauspieler in „Die Erscheinungen der Martha Rubin“ (SIGNA)[9]
- 2011: Nominierung  Kölner Theaterpreis für „Deutscher Propeller“
- 2013:  Kölner Theaterpreis für „Haus // Nummer / Null“[10][11][12]
- 2014: Einladung „Haus // Nummer / Null“ zum Stückemarkt des Berliner Theatertreffens
- 2018: Deutscher Schauspielpreis Kategorie Ensemble für Gladbeck[13]